# Phymaturus maulense
Espèce
Statut de conservation UICN

 LC  : Préoccupation mineure
Phymaturus maulense est une espèce de sauriens de la famille des Liolaemidae.

## Répartition
Cette espèce est endémique du Chili.

## Description
C'est un saurien vivipare.

## Publication originale
- Nuñez, Veloso, Espejo, Veloso, Cortes & Araya, 2010 : Nuevas especies de Phymaturus (grupo palluma) para la zona Cordillerana Central de Chile (Reptilia, Sauria, Liolaemidae). Boletín del Museo Nacional de Historia Natural de Chile, vol. 59, p. 41–74 (texte intégral).